# Gilbert Walker
Gilbert Thomas Walker (14 de junio de 1868 - 4 de noviembre de 1958) fue un profesor, físico, climatólogo, meteorólogo y estadístico británico. Es conocido por su novedosa descripción de las oscilaciones en parámetros de la atmósfera entre sitios de la tierra, ayudando a entender a El Niño, un importante fenómeno oscilatorio, que concierne al clima global, y por el gran avance en el estudio de la climatología en general.
Nació en Rochdale, Lancashire, fue el cuarto hijo de siete de Thomas Walker y Charlotte Haslehurt. Estudió en St Paul's school, en West Kensington y en el Trinity College, Cambridge, donde consiguió el título de Senior Wrangler en 1889. En 1895, fue lecturer en el Trinity College.
Walker fue un consolidado y aplicado matemático en Cambridge, cuando se convirtió en el director general de observaciones en la India en 1904. Mientras estuvo allí, estudió las características del monzón del océano Índico, cuya ausencia provocó una severa hambruna en el país en 1899. Analizando la gran cantidad de datos obtenidos del clima de la India y de sus alrededores durante los siguientes quince años, Walker publicó las primeras descripciones de las grandes oscilaciones de la presión atmosférica entre la India y el océano Pacífico, y su correlación con las pautas de temperatura y lluvias a lo largo de muchas regiones tropicales de la Tierra, incluyendo a la India.
Walker continuó sus estudios sobre el tiempo atmosférico y el cambio climático después de retirarse de la India (en 1924) y obtuvo el reconocimiento de su cátedra en meteorología en el Imperial College London. Sus teorías y el extenso conjunto de investigaciones conseguidas por él representan un incalculable paso adelante en el estudio de esta ciencia, permitiendo a sus sucesores en el estudio climático ir más allá de la observación local y crear exhaustivos modelos climáticos a nivel mundial.
Falleció en Coulsdon, Surrey el 4 de noviembre de 1958, con 90 años.

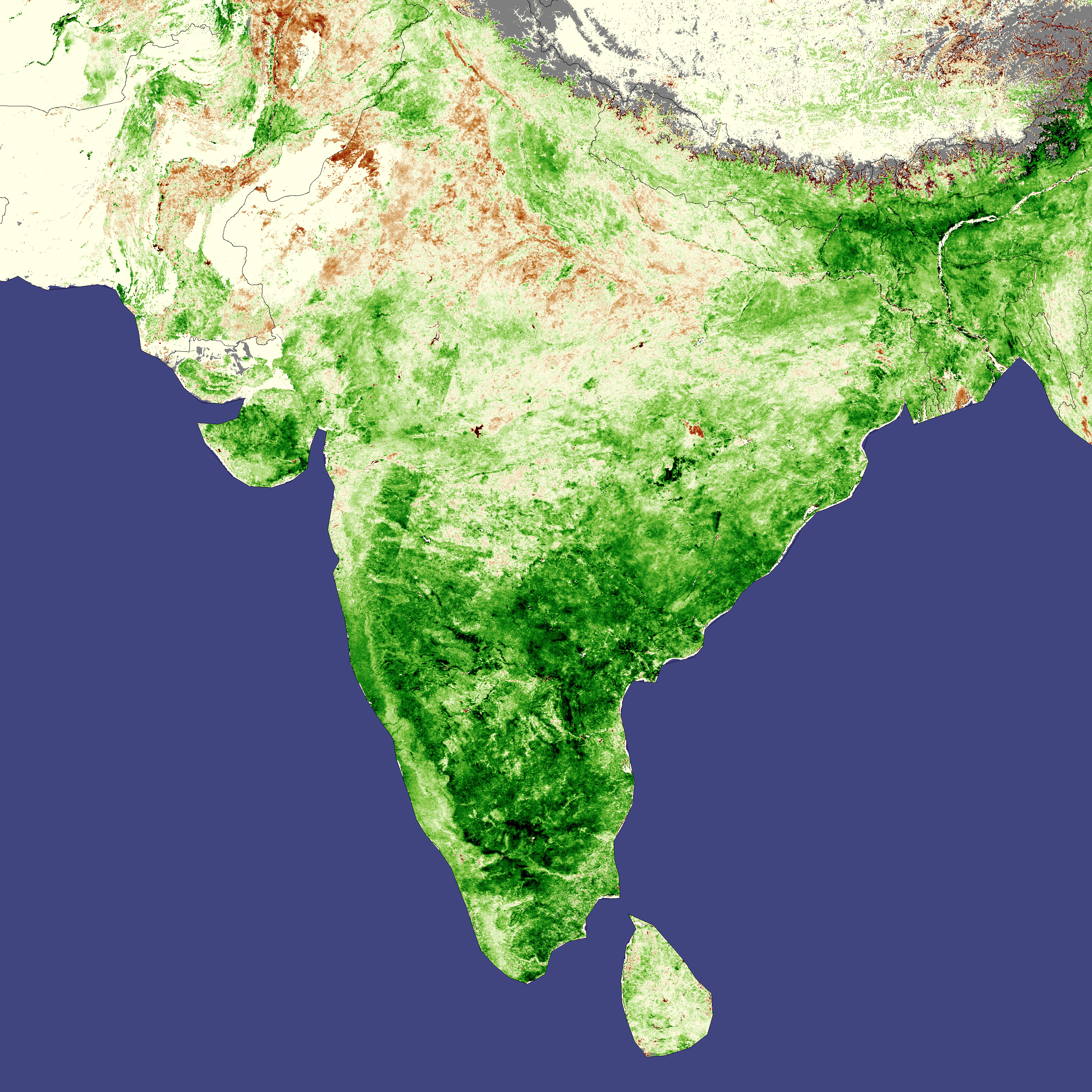
Sus estudios sobre la sequía en India, abrieron los trabajos sobre El Niño

## Algunas publicaciones
Publicaciones relacionadas con Ia meteorología de India:
- Correlation in seasonal variations in climate (Introduction). Memoirs of the India Meteorological Department 20(6):

- On the meteorological evidence for supposed changes of climate in India. Memoirs of the India Meteorological Department 21(1):

- Correlation in seasonal variations of weather. II. Memoirs of the India Meteorological Department 21(2)

- Data of heavy rainfall over short periods in India. Memoirs of the India Meteorological Department 21(3)

- The liability to drought in India as compared with that in other countries. Memoirs of the India Meteorological Department 21(5)

- (con Rai Bahadur Hem Raj). The cold weather storms of northern India. Memoirs of the India Meteorological Department 21(7)

- A further study of relationships with Indian monsoon rainfall. Memoirs of the India Meteorological Department 21(8).

- Correlation in seasonal variations of weather, III. Memoirs of the India Meteorological Department 21(9)

- Correlation in seasonal variations of weather, IV, sunspots and rainfall. Memoirs of the India Meteorological Department 21(10).

- Correlation in seasonal variations of weather, V, sunspots and temperature. Memoirs of the India Meteorological Department 21(11)

- Correlation in seasonal variations of weather, VI, sunspots and pressure. Memoirs of the India Meteorological Department 21(12)

- Monthly and annual rainfall normals. Memoirs of the India Meteorological Department 22(1)

- Monthly an annual normals of number of rainy days. Memoirs of the India Meteorological Department 22(2)

- Monthly and annual normals of pressure, temperature, relative humidity, vapour tension and cloud. Memoirs of the India Meteorological Department 22(3)

- Correlation in seasonal variations of weather, VII, the local distribution of monsoon rainfall. Memoirs of the India Meteorological Department 23(2)

- Monthly and annual normal rainfall and of rainy days. Memoirs of the India Meteorological Department 23(7)

- Frequency of heavy rain in India. Memoirs of the India Meteorological Department 23(8)

- Correlation in seasonal variations of weather, VIII, preliminary study of world weather. Memoirs of the India Meteorological Department 24(4)

- Correlation in seasonal variations of weather, IX, a further study of world weather. Memoirs of the India Meteorological Department 24(9)

- Correlation in seasonal variations of weather, X, applications to seasonal forecasting in India. Memoirs of the India Meteorological Department 24 (10)

- (con T.C. Kamesvara Rao) Rainfall types in India in the cold weather period, December to March 1915. Memoirs of the India Meteorological Department 24 (11)

Publicaciones sobre metodología
- Walker, G.T. (1925). «On periodicity». Quarterly Journal of the Royal Meteorological Society 51 (216): 337-346. doi:10.1002/qj.49705121603.

Otros tópicos
- (1896) On a dynamical top. Q. J. Pure Appl. Math. 28:175–184.

## Honores
- presidente de Royal Meteorological Society de 1926 a 1927